# Slag bij Kaap Spada
De Slag bij Kaap Spada was een zeeslag tijdens de Slag om de Middellandse Zee in de Tweede Wereldoorlog. Het vond plaats op 19 juli 1940 in de Middellandse Zee bij Kaap Spada, de hoogste noordwestelijke graad van Kreta.

## Achtergrond
De slag geschiedde toen een geallieerd eskader dat op de Egeïsche Zee patrouilleerde twee Italiaanse kruisers tegenkwam die onderweg waren van Tripoli naar Leros, een eiland dat destijds nog in de door Italië bezette Dodekanesos lag. Het geallieerde eskadron stond onder het bevel van de Australische kapitein John Collins en omvatte de lichte kruiser HMAS Sydney, dat het vlaggenschip was, en de torpedobootjagers HMS Havock, HMS Hyperion, HMS Hasty, HMS Ilex en HMS Hero. Schout-bij-nacht Ferdinando Casardi voerde het bevel over de 2e Kruiserdivisie, die bestond uit de hogesnelheids lichte kruisers Giovanni delle Bande Nere en Bartolomeo Colleoni.

## De slag
Toen de Italianen de geallieerde torpedobootjagers om ongeveer 07:30 tegenkwamen, waren de Sydney en de Havock 64 kilometer noordelijker bezig de wateren van onderzeeboten te zuiveren. De overige torpedobootjagers achtervolgden de Italiaanse kruisers en dreven hen noordwaarts zodat ze recht naar de Sydney zouden worden gedreven. De Sydney kreeg de Italianen om 08:26 in het oog en opende het vuur om 08:29, waarop de Italiaanse schepen keerden en naar het zuidwesten voeren.
In het korte gevecht dat volgde, werd de Bartolomeo Colleoni geraakt door een granaat van de Sydney en nadat om 09:23 nog een granaat insloeg op het roer kwam de Italiaanse kruiser stil op het water te liggen. Ze bleef echter doorschieten maar kon niet draaien of vooruit komen en werd door torpedo's van de HMS Ilex en de HMS Hyperion om 09:59 tot zinken gebracht. De Sydney verliet daarop het strijdtoneel wegens een tekort aan munitie en de Giovanni delle Bande Nere keerde terug naar Benghazi. 555 opvarenden van de Bartolomeo Colleoni werden gered, 121 zeelieden kwamen om.

## Slagorde

### Italië
Schout-bij-nacht Fernando Casardi
- Regia Marina – 2 lichte kruisers: Bartolomeo Colleoni (gezonken) en Giovanni delle Bande Nere

### Geallieerden
Kapitein John Collins
- Royal Australian Navy – 1 lichte kruiser: HMAS Sydney (licht beschadigd)
- Royal Navy – 5 torpedobootjagers: HMS Hasty, HMS Havock (beschadigd), HMS Hero, HMS Hyperion en HMS Ilex